# 2007 في ألمانيا
فيما يلي قوائم الأحداث التي وقعت خلال عام 2007 في ألمانيا.

## سياسة

### تعيين في المنصب
- 21 نوفمبر – أولاف شولتس الوزارة الاتحادية للعمل والشؤون الاجتماعية.
- 21 نوفمبر – فرانك-فالتر شتاينماير نائب المستشار (ألمانيا).

### انتهاء فترة المنصب
- 1 يناير – بوريس بالمر عضو مجلس الشورى الموحد بادن فورتمبيرغ  [لغات أخرى]‏.
- 21 نوفمبر – فرانتس مونتيفيرينغ نائب المستشار.

## رياضة
- 1 يناير – بطولة العالم لسباق الدراجات على الطريق 2007
- 1 يناير – بطولة العالم لكرة اليد للرجال 2007
- 22 يوليو – جائزة ألمانيا الكبرى 2007 الفائز فرناندو ألونسو.

## ظهور
- 1 يناير – بيفور

## أفلام
من الأفلام التي صدرت هذه السنة في ألمانيا:
- 1 يناير – أبناء عيلبون من إخراج هشام زريق.
- 1 يناير – أنا لست هناك من إخراج تود هينز.
- 1 يناير – الأرض من إخراج Mark Linfield [الإنجليزية]‏، ألاستيير فوثرغل.
- 1 يناير – الحظيرة من إخراج ستيف أويديكيرك.
- 1 يناير – المزورون من إخراج شتيفان روزوتسكي.
- 1 يناير – المغول من إخراج سيرجي بودروف.
- 1 يناير – المملكة من إخراج بيتر بيرغ.
- 1 يناير – ريزدنت إيفل: الانقراض من إخراج راسل مولكاهي.
- 1 يناير – سن أوف رامباو من إخراج جاريث جينجس.
- 1 يناير – شبكة شارلوت من إخراج غاري وينيك.
- 1 يناير – شوتنغ دوغز من إخراج مايكل كايتون-جونز.
- 1 يناير – قلوب وحيدة من إخراج تود روبنسون (مخرج).
- 1 يناير – مستر بينز هوليداي من إخراج Steve Bendelack [الإنجليزية]‏.
- 1 يناير – يومان في باريس من إخراج جولي دلبي.
- 13 فبراير – العدد 23 من إخراج جويل شوماخر.
- 23 مايو – حافة الجنة من إخراج فاتح اكين.
- 25 يوليو – إنذار بورن من إخراج بول غرينغراس.
- 8 ديسمبر – الألماس الدموي من إخراج إدورد زويك.
- 10 ديسمبر – حرب تشارلي ويلسون من إخراج مايك نيكولز.
- 17 ديسمبر – آرن- فارس المعبد من إخراج Peter Flinth [الإنجليزية]‏.

## برامج ومسلسلات وأنمي
- الحب الممنوع

## وفيات

### يناير
- 9 يناير – كلاوس بوخه (مواليد 1927)

### مارس
- 11 مارس – جيورج تسوندل (مواليد 1931)
- 29 مارس – مارجاريته هانسمان (مواليد 1921) مؤلفة ألمانية.

### أبريل
- 1 أبريل – هانس فيلبينغر (مواليد 1913) رئيس الوزراء الرابع لولاية بادن-فورتمبيرغ (1966-1978).
- 28 أبريل – كارل فريدريش فون فايزاكر (مواليد 1912) فيزيائي ألماني.

### يونيو
- 9 يونيو – رودولف ارنهييم (مواليد 1904)
- 26 يونيو – يوب ديرفال (مواليد 1927) لاعب ومدرب كرة قدم ألماني.

### يوليو
- 22 يوليو – أولريش موه (مواليد 1953)
- 23 يوليو – إرنست فيشر (مواليد 1918)

### سبتمبر
- 19 سبتمبر – رولف كولر (مواليد 1951)

### أكتوبر
- 17 أكتوبر – روديغر فون فيشمار (مواليد 1923) دبلوماسي ألماني.

### نوفمبر
- 27 نوفمبر – غونتر نوريس (مواليد 1935)

### ديسمبر
- 1 ديسمبر – أوتو زولنر شور (مواليد 1909) عالم نبات ألماني.
- 1 ديسمبر – جوسيف تساندر (مواليد 1918) طبيب ألماني.
- 3 ديسمبر – بريجيت اكشتاين (مواليد 1926) فيزيائية ألمانية.
- 5 ديسمبر – كارلهاينز شتوكهاوزن (مواليد 1928)